# Henri Cernuschi
Enrico Augusto Primo Giuseppe Antonio Luigi Mansueto Carlo Mario Cernuschi, aussi connu sous son prénom francisé Henri Cernuschi, né le 19 février 1821 à Milan (Lombardie-Vénétie) et mort le 11 mai 1896 à Menton (France), est un patriote, banquier, économiste, journaliste et collectionneur d’art italien naturalisé français.

## Biographie
Fils de Claudio Cernuschi, négociant originaire de Monza et de Giuseppina Della Volta, Enrico Cernuschi a deux frères : Attilio (mort en 1844) et Costantino (mort en 1905), ainsi qu'une soeur, Erminia (1823-1910). Leurs parents décèdent tôt, en 1834 et 1840, ils se retrouvent orphelins alors que Henri, l'aîné, n'a que 18 ans.
Après des études au Collège des barnabites de Monza, Cernuschi étudie les sciences à l’université de Milan et le droit à l’Université de Pavie dont il sort diplômé en 1842 et obtient en 1846 un brevet d’aptitude aux fonctions d’avocat auprès du Tribunal impérial et royal d’appel général de Milan, alors sous domination autrichienne. Il intègre par la suite les cercles mondains milanais.
En 1848, il se lance dans la politique durant les Cinq journées de Milan, en réaction contre la présence autrichienne. Il devient député de la nouvelle république romaine, défendant une conception fédérale de l’unité italienne. L'intervention des troupes françaises met fin à la république romaine et Cernuschi est arrêté en juillet 1849. Il est incarcéré jusqu'en septembre 1850, puis exilé en France, où il entre deux ans plus tard au Crédit Mobilier grâce à l'aide du banquier Morpurgo. Il progresse rapidement dans les échelons et y travaille jusqu'en février 1859. Il s'occupe par la suite de différentes affaires pour un groupe de banquiers parisiens, notamment en Afrique du Nord et en Tunisie. C'est à ce moment qu'il acquiert les débuts de sa fortune.
Expulsé par Napoléon III en raison de son engagement contre le plébiscite en 1869, il revient après la chute de l’Empire, en septembre 1870. En avril 1870, il abandonne son poste à la banque et prend une participation de 600 000 francs dans le journal républicain le Siècle ; il se lie d’amitié avec le magistrat Gustave Chaudey, homme politique et rédacteur au Siècle.
Membre de la Commission des subsistances durant le siège de Paris, en 1870, il obtient la nationalité française au lendemain de l’armistice, le 29 janvier 1871, par un décret signé par Emmanuel Arago, ministre de la Justice dans le Gouvernement de la Défense nationale (1870-1871). Lors de la Commune, il tente de réconcilier Communards et Versaillais sur la base du fédéralisme, tandis que Le Siècle continue de paraitre. Mais son rédacteur en chef, Gustave Chaudey, est arrêté par les Communards le 14 avril 1871 pour avoir ordonné, en tant que maire-adjoint, de tirer sur la foule en janvier à l’Hôtel de Ville. Le 24 mai 1871, alors que les troupes versaillaises investissent Paris, Cernuschi se présente à la prison de Sainte-Pélagie avec son ami Théodore Duret pour réclamer la libération de Chaudey. Celui-ci est exécuté avant que Cernuschi et Duret ne parviennent à transmettre son ordre de libération.
Cernuschi quitte le journal, mais en reste l'actionnaire principal. Il décide alors de partir faire le tour du monde avec Duret. Ils partent en septembre 1871, rejoignant le Japon par une traversée des États-Unis, puis la Chine, la Mongolie, l'Indonésie, l'île de Ceylan (Sri Lanka) et l'Inde, qu'ils quittent le 30 décembre 1872. Il ramène de son voyage pas moins de 5000 objets, principalement des bronzes japonais et chinois. De retour en France, il s'éloigne des milieux politiques et se concentre sur ses recherches en matière économique, qui seront accompagnées de nombreuses publications relatives aux questions monétaires.

## La collection et le musée Cernuschi
Dès son retour en janvier 1873, il met à disposition sa collection nouvellement acquise pour l’Exposition de l’Extrême-Orient au Palais de l'Industrie de septembre à novembre 1873. Cette exposition est organisée à l'occasion de la tenue du tout premier Congrès des Orientalistes en septembre et mettant à l'honneur le Japon.
La collection obtient un grand succès ; Albert Jacquemart publie trois articles dans la Gazette des Beaux-arts sur les bronzes et les céramiques de la collection. A cette occasion, de nombreux artistes, comme Gustave Moreau, viennent dessiner les différents objets exposés ; les formes nouvelles attirent et fascinent le public de l'époque. Celles-ci influencent des personnalités comme Emile Reiber, qui travailla comme chef dessinateur pour la maison Christofle de 1865 à 1878, ainsi que le céramiste Théodore Deck.

Alors que se déroule l'exposition, Cernuschi fait bâtir de 1873 à 1875 un hôtel particulier par l'architecte William Bouwens van der Boijen, au no 7 avenue Vélasquez à l’angle du parc Monceau. L'espace est pensée de manière muséale afin de mettre en valeur sa collection. Dans la salle la plus vaste du bâtiment se trouve l'imposante statue de quatre mètres de haut du grand Bouddha de Meguro, assis les jambes repliées et faisant de sa main droite un geste de bénédiction. La présentation originale de la collection au sein même de la demeure marque les esprits : 
"Et l'on arrive au temple, un véritable temple, une immense nef, flanquée de galeries boisées sur lesquelles s'enfoncent des chapelles latérales ou des couloirs qui enveloppent le vaisseau. À la place où dans les temples grecs s'élevait la statue des dieux, se dresse sur une base gigantesque le Bouddha géant de Megouro, qui donne des pichenettes sacrées. Tout autour de lui sont rangés par gradins, par étages, et libres ou emprisonnés sous des vitrines, les bronzes sonores, vases, figurines, statues et statuettes, lanternes, animaux, guerriers, divinités, pots, vasques, théières, vases honorifiques, ex-votos, un monde, une collection unique, d'autant plus incomparable qu'il n'en existe aucune autre de ce genre."

La collection est à nouveau présentée lors de la 6ème Exposition de l'Union centrale des Beaux-arts appliqués à l'industrie, consacrée au métal, du 31 juillet au 15 novembre 1880. L'exposition souhaite mettre à la disposition du plus grand nombre, notamment les artisans et artistes, des formes nouvelles dans le but de nourrir la production artistique industrielle française. En 1882, Cernuschi fait savoir que son hôtel particulier et les collections qu'il abrite sont destinés à être légués à la ville de Paris pour devenir un musée d'art asiatique.

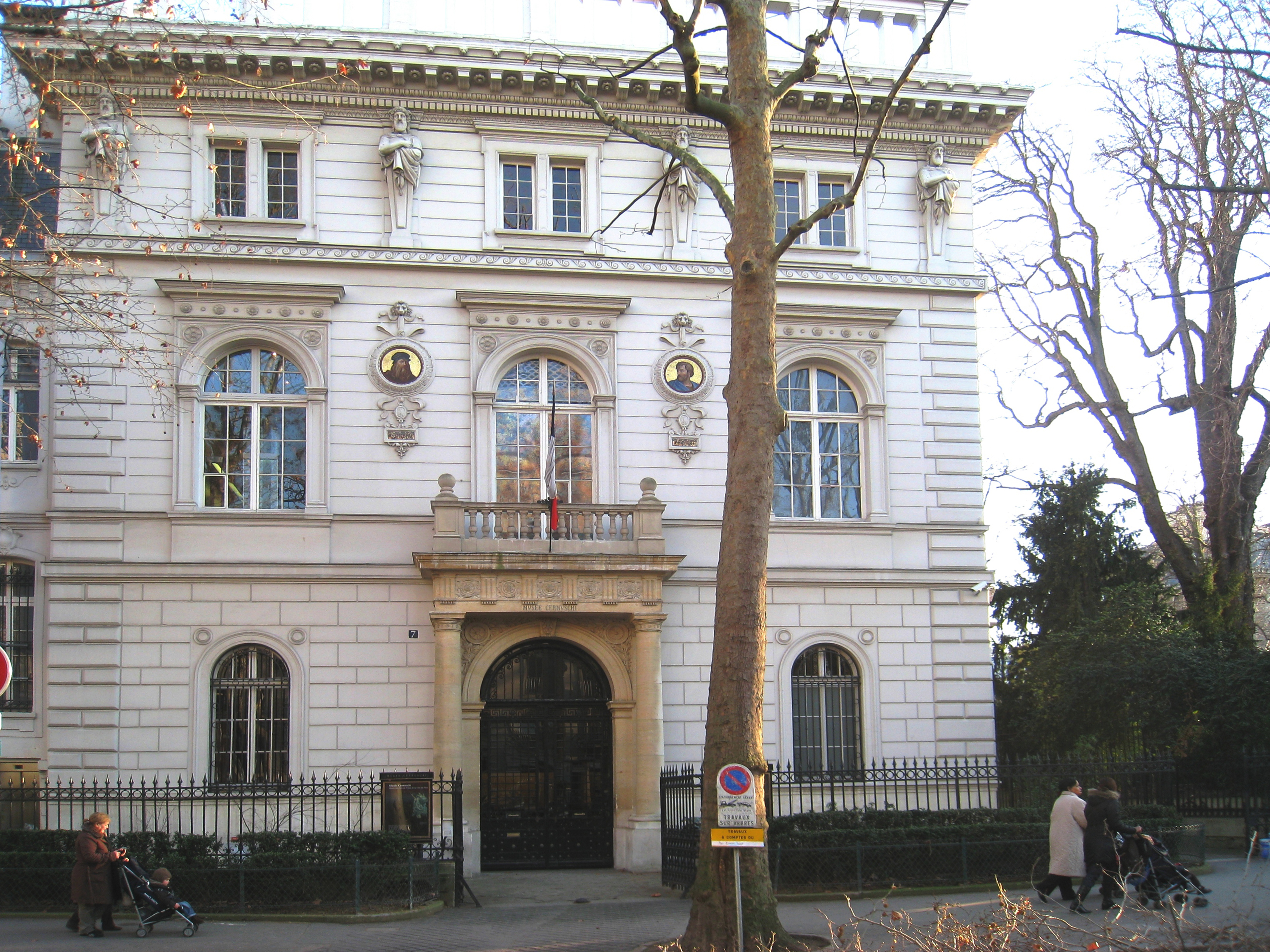
Extérieur du musée Cernuschi.

Cernuschi n’en donne pas moins des fêtes somptueuses parmi les objets de la grande salle du Bouddha, dont des bals costumés qui ont fait les annales du tout Paris. Il a notamment donné le premier bal éclairé à l’électricité. 
Cernuschi meurt à Menton en 1896, chez son frère Constantin, il est inhumé au cimetière du Père-Lachaise (division 66).

## Epilogue
L’hôtel abrite aujourd’hui le musée Cernuschi, musée des Arts de l'Asie de la ville de Paris qui a ouvert ses portes officiellement en 1898 après deux années d'aménagement, avec Eugène Causse (1824-1905), ancien secrétaire personnel de Cernuschi, à sa direction.